# Euplexia tibetensis
Euplexia tibetensis là một loài bướm đêm trong họ Noctuidae.